# 垃圾

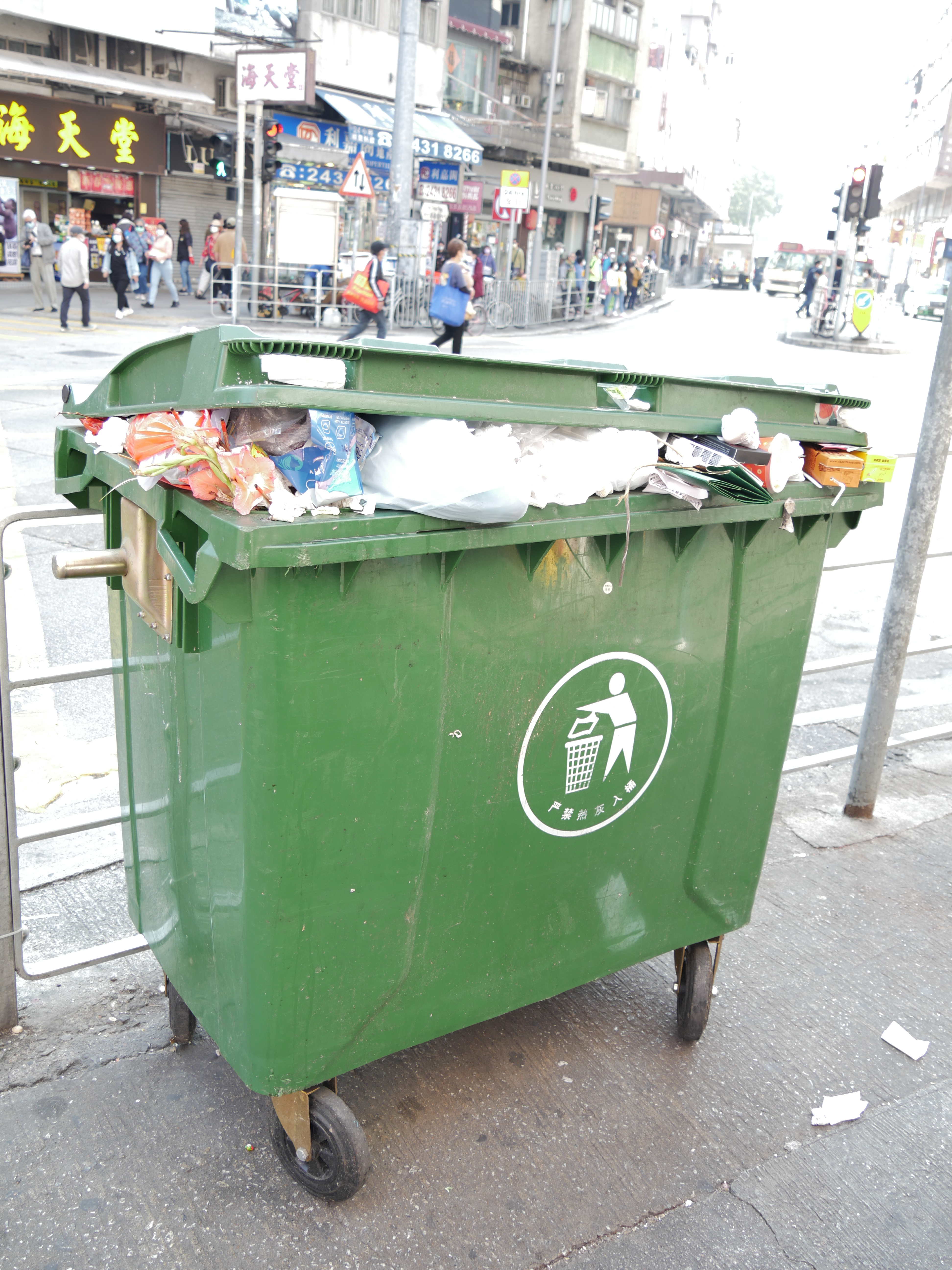
一個盛滿垃圾的垃圾桶

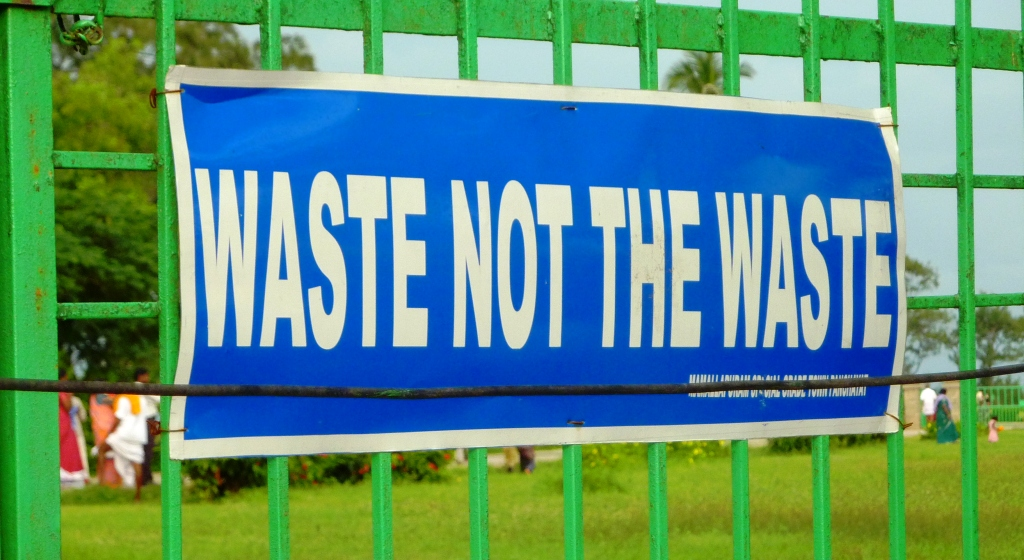
别浪费垃圾，印度泰米尔纳德邦标

垃圾（原寫「擸𢶍」）一詞最早見於宋代文獻，是指不需要或者無用的固體或者流體物質，例如都市固体废物（生活垃圾）、有害垃圾、废水（如含有粪便和尿的污水和地表径流）及放射性废料等等。在人口密集的大城市，常見的垃圾處理方法為在收集後送往堆填區，或者使用焚化爐焚化。然而，兩者均會製造環境保護的問題，而終止過度消費可以進一步減輕堆填區飽和程度。堆填區中的垃圾處理不當可能污染地下水和發出臭味，而且很多城市可供堆填的面積已經越來越少。焚化則無可避免會產生有毒氣體，危害生物體。多數的城市都在研究減少垃圾產生的方法及和鼓勵資源回收。

## 定义
据1989年《巴塞尔公约跨国界控制危险废物和处置》第二条第一例：“根据国家法律，垃圾是废弃处理、想要废弃处理或必须废弃处理的物质或物品”。
联合国统计司《环境统计词汇表》将垃圾视为“非主要产品物质（并非市场商品），没有商品、改造、消费利用价值，需要废弃处理。垃圾可能来自原材料开采、原材料加工成中间或最终商品的过程、最终商品消费和其它人类活动等。不包括回收或再利用的残余品。”
根据欧盟垃圾指令框架2008/98/EC第三条第一例，垃圾是“持有者丢弃，想要或需要废弃处置的物品”。

## 分類
据现代垃圾管理系统定义，主要垃圾种类包括：
- 城市垃圾，如生活垃圾、商业垃圾和工地垃圾
- 危险垃圾，如工业废料
- 生物医疗废物，如临床废料
- 特殊有害垃圾，如放射性废料、易燃易爆废料和电子垃圾

### 可回收垃圾
可回收垃圾是指可以进入循环和再度进行资源利用的废弃物，這些廢棄物多為木製品（包括廢紙）、金屬製品、塑料瓶，只要經過消毒、熔解及再製造程序就可以進行回收程序。

### 不可回收垃圾
不可回收垃圾指不能循環再用的垃圾，此等垃圾不能循環再用的原因有很多，包括衛生問題（如醫療廢物）、再造的難度（如發泡膠／保麗龍）。此等垃圾的處理方式有很多種，以香港為例，不可回收垃圾一般會被送到將軍澳新界東南堆填區、粉嶺新界東北堆填區以及白泥的堆填區，過往港府曾在美孚新邨附近及堅尼地城設置垃圾焚化爐，但今已拆卸。
隨著社會發展，處理不可回收垃圾開始成為棘手的問題，例如用畢不能循環再用的鹼性電池含有鎘、鉛等化學廢料，廢置日久這些廢料會流出到環境中，對生態環境構成重大危害。

## 报道
就报道垃圾而言问题不少。最常见的是体积和重量度量，两者差异巨大。例如，潮湿的有机垃圾更重，塑料或玻璃瓶大小相同但重量不同。从全球角度讲，很难说垃圾有多少，因为垃圾定义不同，分类不同，报道方式方法不同。据各方不完全报告，巴塞尔公约估计2001年有3.38亿吨垃圾产生。而经济合作与发展组织认为其成员国2001年产生了40亿吨垃圾。虽然数据不全，垃圾报道在个大小范围上都有用，是确定关键致因、地点，找到预防、最小化、回收、处理和废弃办法的因素。

## 成本代价

### 环境

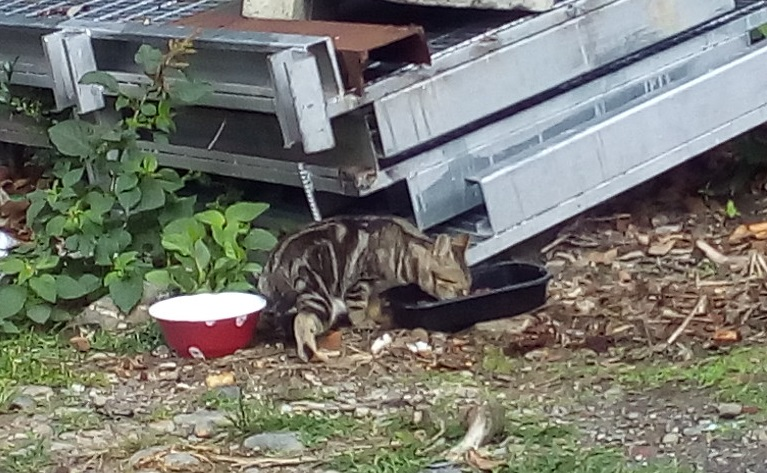
野貓正在吃被人類棄置的便當，這不但可能對貓造成傷害，便當盒也會汙染環境。

处理垃圾不当会滋生鼠类和害虫，传染肠胃寄生虫、黄热病和瘟疫等疾病。危险垃圾，特别是在燃烧时会产生各种有害物质，诱发癌症等疾病。有毒垃圾可以污染地表和地下水、土地、空气，对人类、其它物种和生态环境制造麻烦。垃圾处理时能产生大量温室气体，特别是甲烷，会大大加剧全球变暖。

### 社会
垃圾管理是环境正义的重要议题。上述许多环境负担由边缘化人群承担，如少数民族、妇女、发展中国家居民。邻避效应（别在我家后院动土）是指居民反对临近兴起工程。不过，开发的需求和垃圾处理站及设施在全球不断增加。现在，跨国界垃圾转移是个不断增长的市场，虽然大多数国际垃圾在发达国家之间流动，不少垃圾从发达国家流向发展中国家。

### 经济
管理垃圾的经济成本不低，常由地方政府支付；更加有效的回收路径设计、改装车辆和公共教育可以节省开支。环境政策，如廢物徵費可以削减管理开支、降低垃圾数量。垃圾回收（即资源回收、重复使用）可以控制经济开支、避免原料开采、削减交通成本。“地方垃圾管理系统经济评估案例包含生命週期評估和生命周期成本评估”。垃圾处理地点和设施因噪音、粉尘、污染、形象不佳和污名常会让地价贬值。非正式垃圾处理部门常常为拾荒者构成，搜集金属、玻璃、塑料、织物等来换取经济利益。该部门能够大幅度改变或降低某系统的垃圾量，但负面经济问题常为工人疾病、贫困、剥削和虐待等。

## 處理方式

### 资源回收
资源回收是对准备处理的可回收垃圾的再利用。过程涵盖回收、萃取资源，或转化为能量，常由资源回收站执行。资源回收不但对环境重要，而且能够减少垃圾处理数量、降低成本、减少填埋土地空间、保护自然资源。

### 海拋
基於1972年的倫敦海抛公約（London damping Convention），只有以下能海拋，其他一律禁止：
1. 疏浚物質
2. 污泥
3. 漁業垃圾或漁業加工處理過程產生之物質
4. 船艦、作業平台或其他海上人造設施
5. 無生或無機的地質材料
6. 天然有機物質
7. 主要由鋼、鐵、水泥或其他類似無害物質所構成的大體積物件。前述所指「無害」僅考量其物理性衝擊。
8. 同時，允許海拋的條件僅限於該物件製造地須符合以下要件：如孤立社區的小島，因除了棄置於海上之外無法有其他可行的棄置管道。

## 能源回收
垃圾能源回收可以处理不可回收垃圾，用各种方式取回热能、电能等能量，如燃烧、气化反应、裂解和厌氧消化。 该过程被称为垃圾至能量过程。
从垃圾回收能量有几种办法。厌氧消化是自然分解，在没有氧气的情况下将有机物质降至更为简单的化学物质。垃圾焚烧或对都市固体废物直接控制燃烧来减少垃圾，生产能量。二次回收燃料是从垃圾回收而来的能源，不能从事机械或生物处理活动。  裂解包括在没有氧气的情况下加热垃圾，用高温将碳物质分解为气态和液态燃料及固体残余。气化是通过高温和部分氧化将富含碳物质转化为气体。等离子体炬将城市垃圾加热至3,000-10,000°C高温，能量在惰性气体中放电释放。
拿垃圾当燃料对环境颇有好处。对垃圾来说，这种方法对比填埋来说相对安全节俭。有助于减少化石燃料产生的二氧化碳排放、生产能量、减少填埋时的甲烷排放。
就垃圾的某些生物量给料分类来说有些争议。粗妥尔油（Crude Tall Oil）造纸业生产过程的副产品，在一些欧洲国家被认为是垃圾或残余物，但可以再生产出有工业附加值的产品。一些公司使用粗妥尔油生产燃料，另一些则加大给料利用。

## 教育与意识
对垃圾和管理方面的教育和意识对全球资源管理来说越来越重要。塔乐礼宣言涉及可持续性，就环境污染、环境退化、自然资源枯竭前所未有的尺度和速度发表宣言。地方和全球层面的空气污染，有毒垃圾累积，森林、土壤、水体、臭氧层破坏，“温室气体”排放威胁到了人类和其它数以千计物种的生存，威胁到了地球完整性和生物多样性，威胁到了国家安全和民族后代。一些大学接受了塔乐礼宣言，设立环境资源管理和垃圾管理专业。大学和技校教育得到许多组织支持。

## 图片

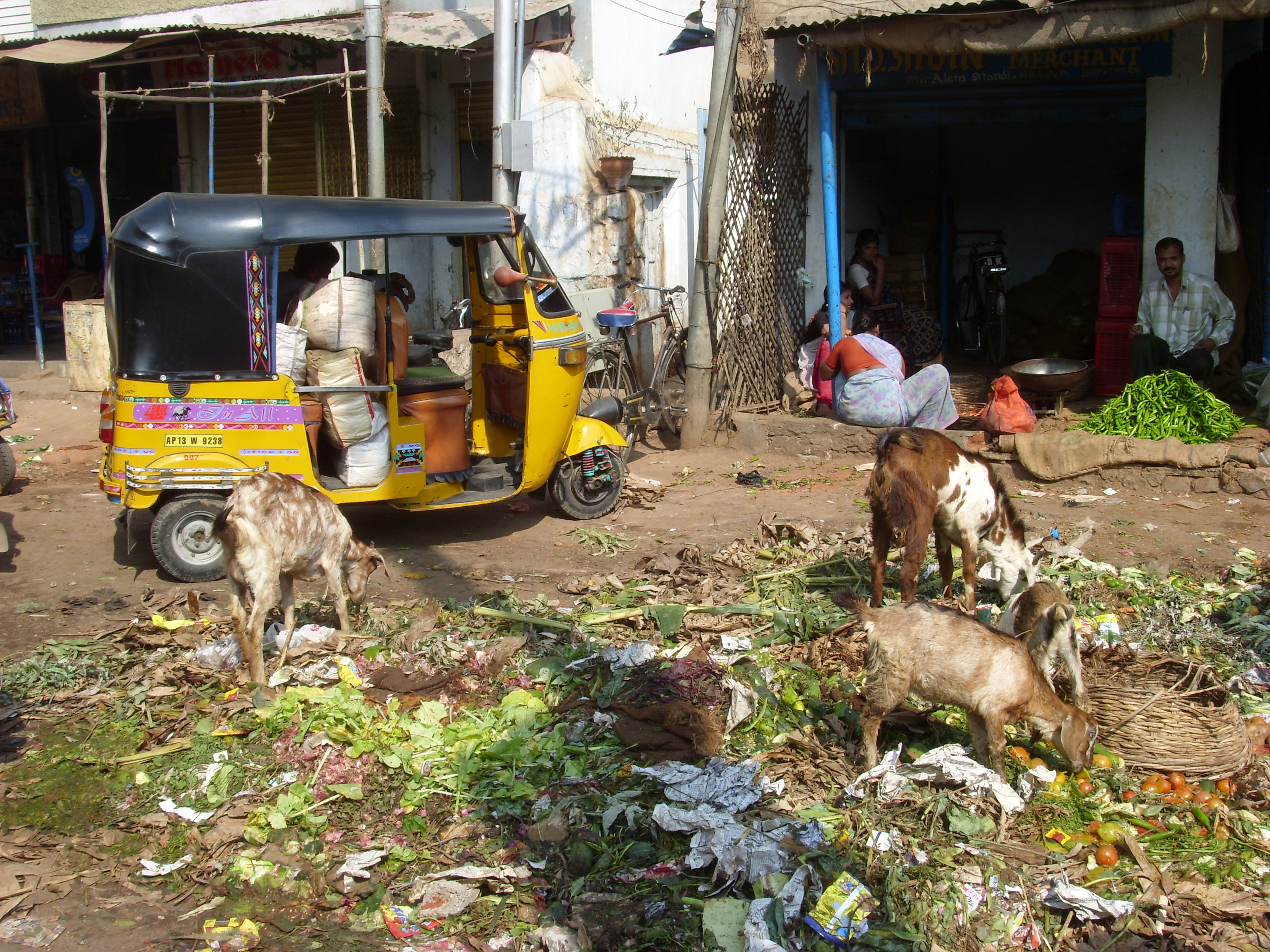
海得拉巴菜市场垃圾
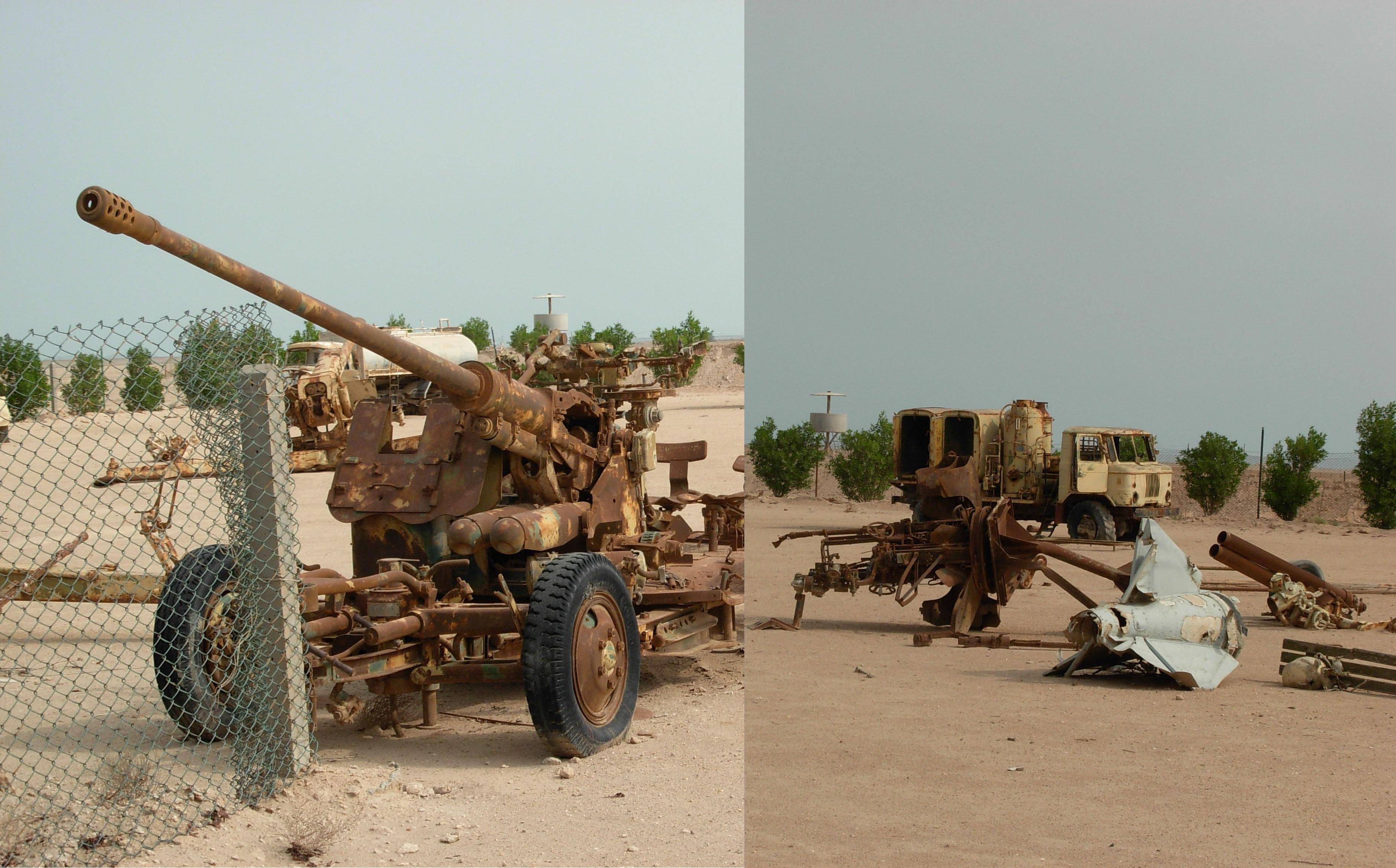
廢棄武器
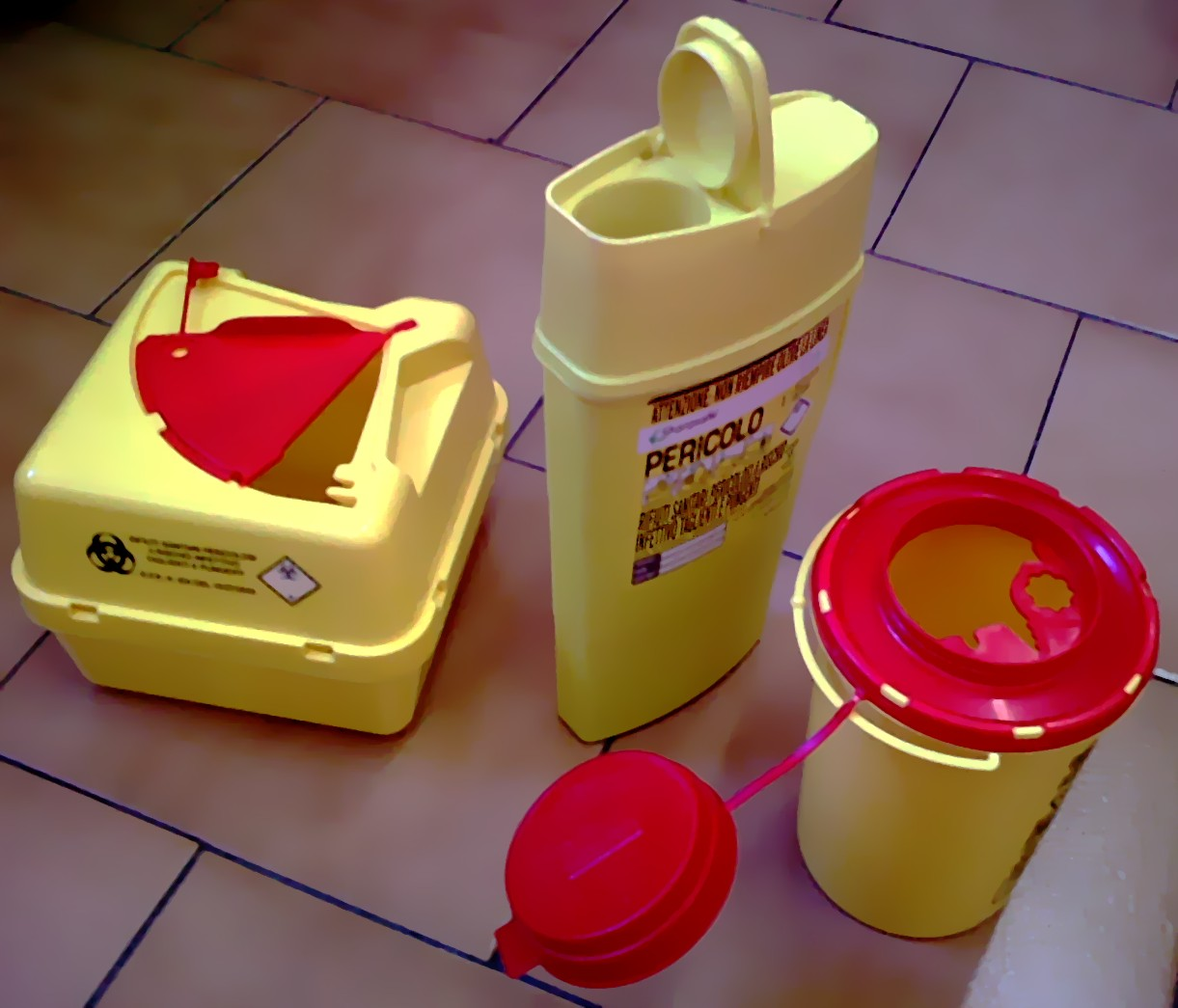
生物医疗废物
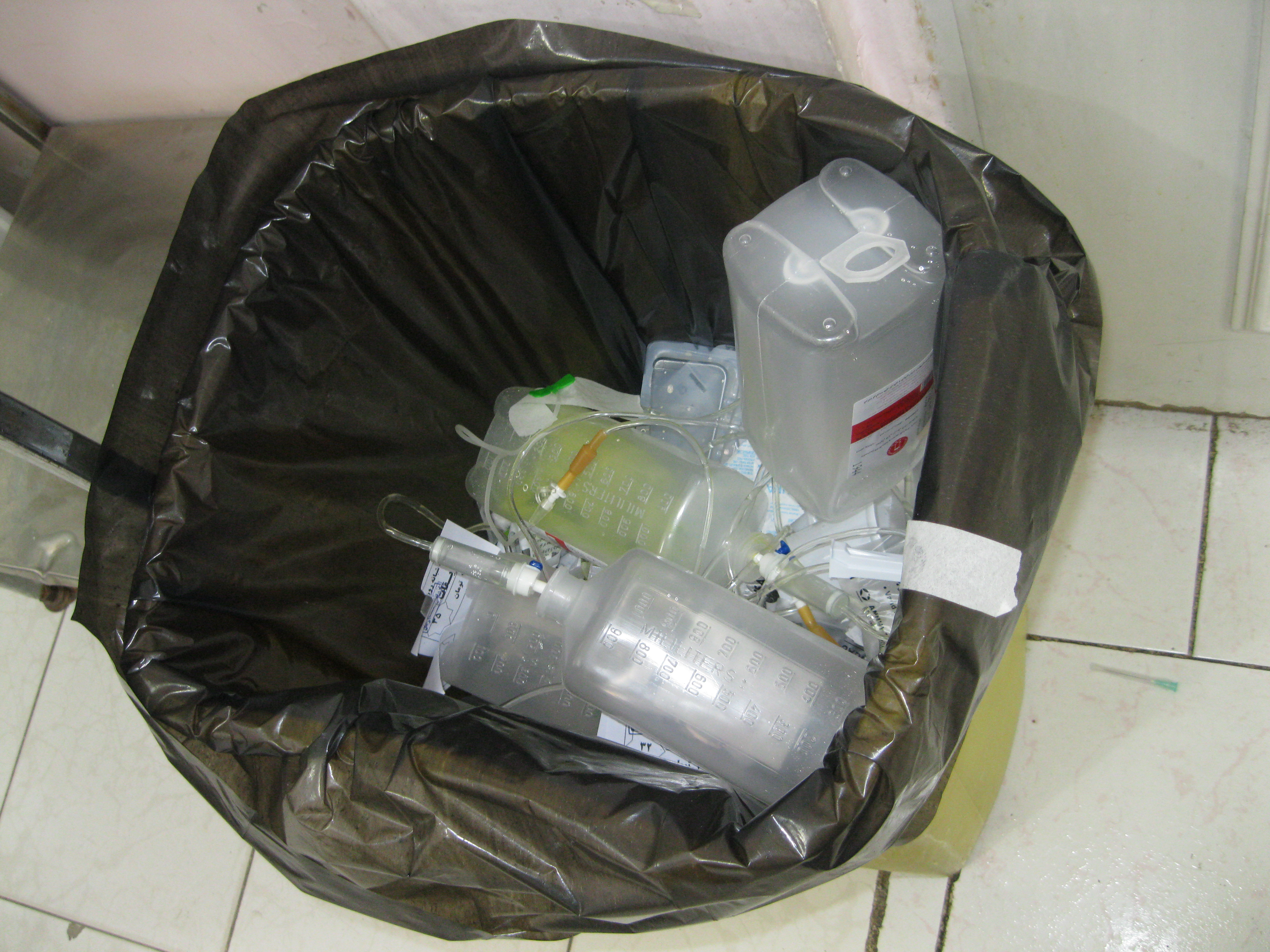
生物医疗废物
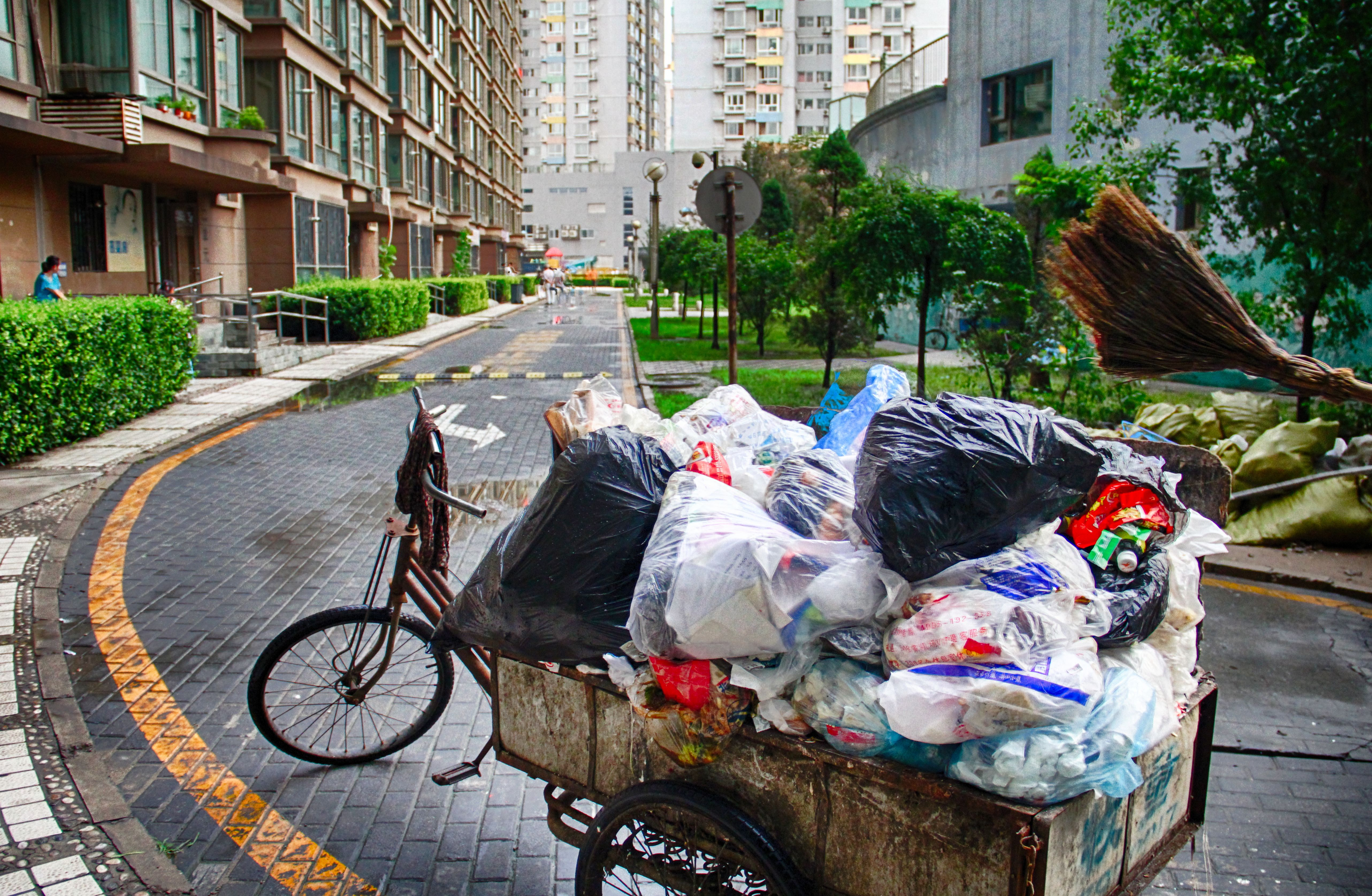
装上三轮车的垃圾
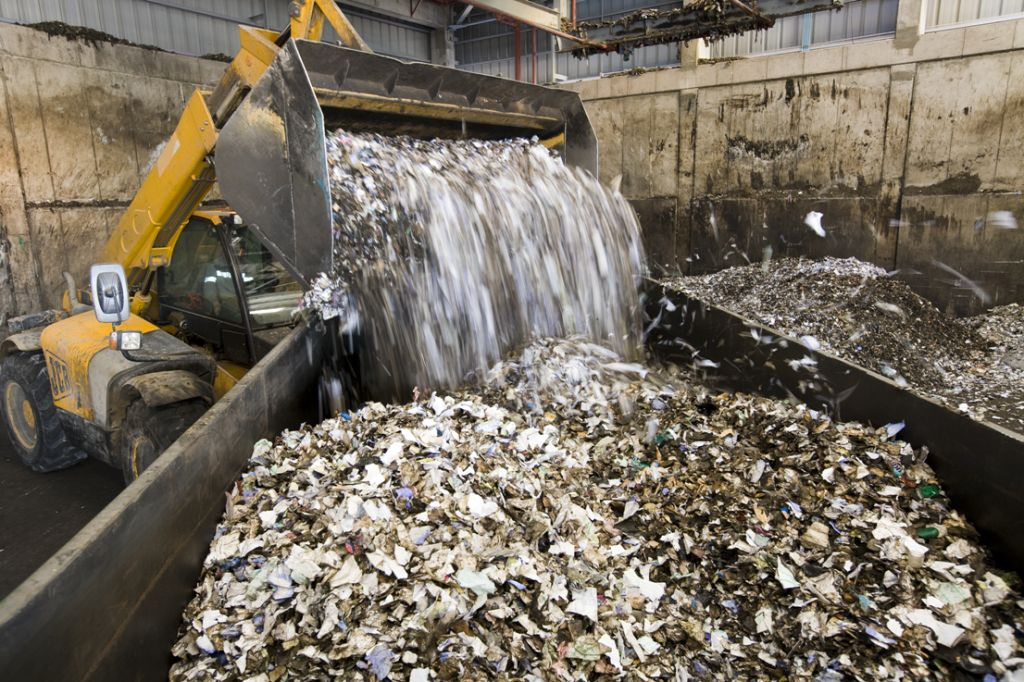
固体垃圾切碎
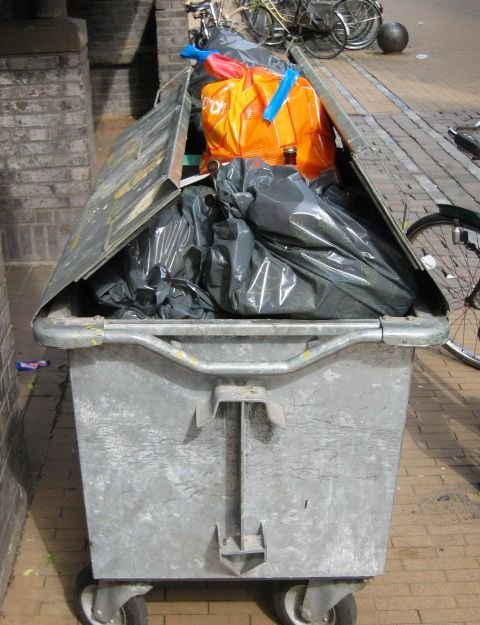
全滿的垃圾箱

## 相關
- 廚餘
- 垃圾桶
- 拾荒者
- 紙皮
- 垃圾分類
- 資源回收
- 收買者
- 堆填
- 工業廢料
- 垃圾站
- 垃圾車
- 底渣
- 焚化爐
- 生物性危害
- 垃圾收集